# Бескубыр
Бескубыр (каз. Бесқұбыр) — село в Келесском районе Туркестанской области Казахстана. Входит в состав Кошкаратинского сельского округа. Код КАТО — 515471200.

## Население
В 1999 году население села составляло 1801 человек (911 мужчин и 890 женщин). По данным переписи 2009 года, в селе проживало 2149 человек (1063 мужчины и 1086 женщин).